# روي فوربس
روي فوربس هو مغني وكاتب أغاني كندي، ولد في 12 فبراير 1953 في دوسن كريك في كندا.

## وصلات خارجية
- روي فوربس على موقع IMDb (الإنجليزية)
- روي فوربس على موقع ميوزك برينز (الإنجليزية)
- روي فوربس على موقع ميوزك برينز (الإنجليزية)
- روي فوربس على موقع ديسكوغز (الإنجليزية)